# Karabin Beretta M501
M501 (Beretta Sniper) – włoski karabin wyborowy zaprojektowany w firmie Fabbrica d'Armi Pietro Beretta S.p.A. W 1985 roku rozpoczęto produkcję i karabin przyjęto do uzbrojenia włoskiej armii.
W latach 90. został zastąpiony przez karabin Accuracy International Arctic Warfare Magnum strzelający amunicją .338 Lapua Magnum (8,60 × 70 mm). Wobec braku zainteresowania karabinem M501 produkcję zakończono.

## Opis
Beretta M501 jest bronią powtarzalną, z zamkiem czterotaktowym. Zasilanie z pięcionabojowego magazynka pudełkowego. Lufa samonośna zakończona tłumikiem płomieni. M501 jest wyposażony łoże i kolbę drewniane, z integralnym chwytem pistoletowym i otworem dla kciuka. Na kolbie znajduje się baka (poduszka podpoliczkowa) o regulowanej wysokości. Kolba ma regulowaną długość (podkładkami montowanymi pomiędzy kolbą a trzewikiem kolby). W przedniej części łoża można zamocować dwójnóg. M501 jest wyposażony w mechaniczne przyrządy celownicze składające się z regulowanego celownika (z trójkątną szczerbiną) i muszki. Zasadniczym celownikiem jest celownik optyczny lub optoelektroniczny (np. noktowizor) mocowany na podstawie zgodnej z normą STANAG 2324. M501 armii włoskiej były standardowo wyposażane w celownik optyczny Zeiss Diavari 1,5-6 x 42T.